# Castellino del Biferno
Castellino del Biferno (Chésctiéllë dë Linë in dialetto castellinese) è un comune italiano di 417 abitanti della provincia di Campobasso in Molise. L'abitato, che sovrasta la vallata del fiume Biferno, sorge su un costone di arenaria ed è situato a 450 metri sul livello del mare. Il comune comprende anche la frazione di Castellino Nuovo dove vivono circa 70 residenti. Quest'ultima si trova a 774 metri di altitudine sul livello del mare.

## Geografia fisica

### Geografia fisica

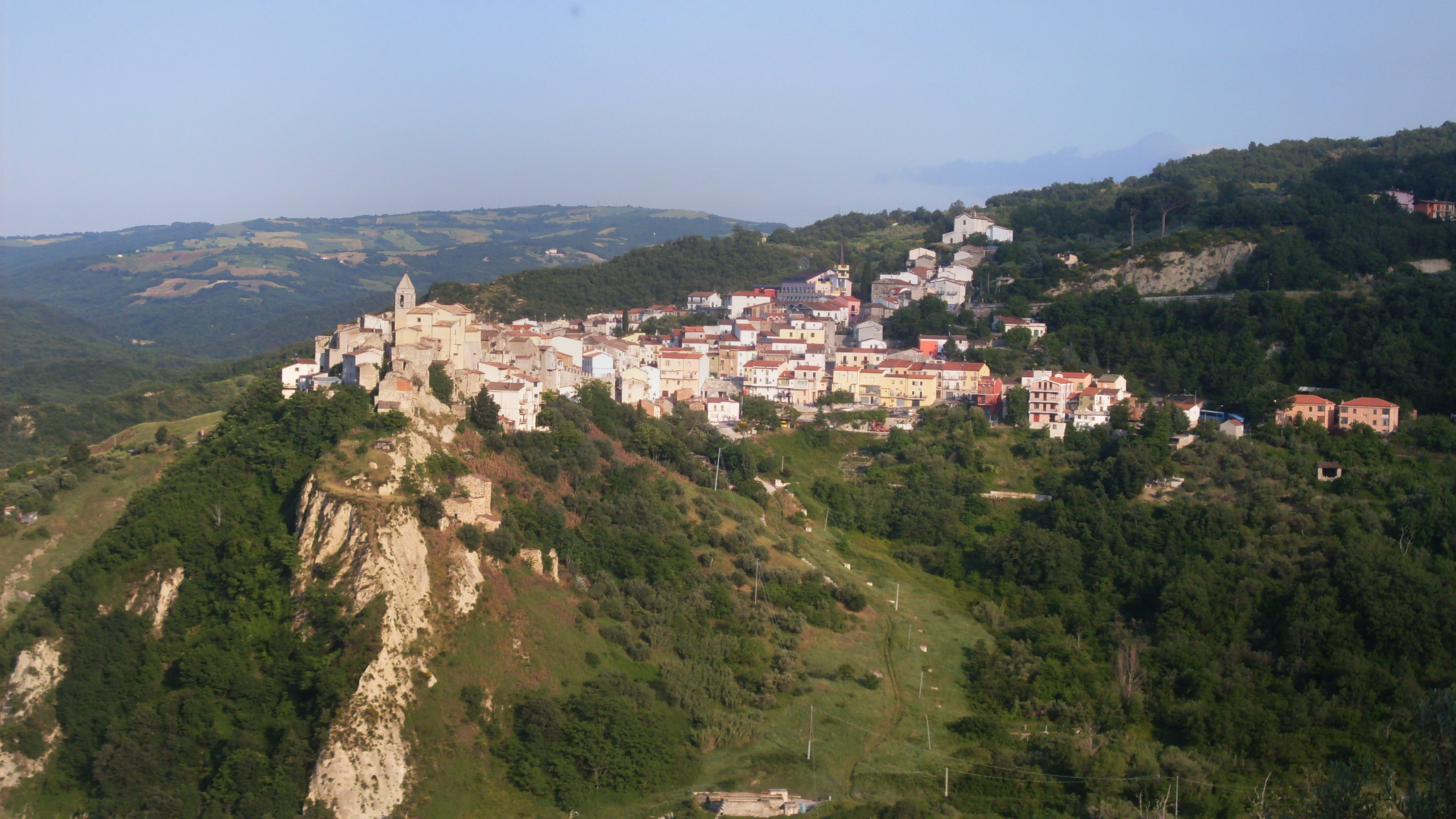
Veduta di Castellino del Biferno

Il territorio di Castellino del Biferno si estende su un'area collinare di 15 km². Il centro storico (in dialetto "Chécchiéforë" che significa "via che porta fuori dal paese, che ti caccia dal borgo") si trova su un breve pianoro che termina su un dirupo, la “Ripe di Cùccele”. Il comune si sviluppa in 4 vie principali: via Roma, situata nella parte bassa del paese, via Guglielmo Marconi, che raccorda la parte bassa con la parte alta del paese, via delle Grazie, che si sviluppa sopra l'omonimo colle, situato nella parte alta del paese, ed infine via Chiesa, la più antica, dalla quale si è sviluppato il resto dell'abitato. In questa via si trova la chiesa madre di San Pietro in Vincoli. Nella parte alta del paese troviamo una cappella risalente al 1300 dedicata alla Madonna delle Grazie. Il comune di Castellino del Biferno comprende la frazione di Castellino Nuovo costruita nel Ventennio fascista, con lo scopo di preservare la popolazione dai numerosi eventi sismici e franosi.
Da sempre il territorio di Castellino del Biferno è interessato dal dissesto idrogeologico. Il comune infatti è soprannominato “il paese che si muove” a causa dei tanti smottamenti dislocati in tutto il territorio comunale: le caratteristiche intrinseche del territorio nonché le particolari conformazioni morfologiche e geologiche del sottosuolo, causano infatti, una lenta ma continua erosione del suolo che molto spesso causa franamenti anche grandi.

### Clima
Il clima del paese è prevalentemente un clima continentale ed è quindi caratterizzato da inverni freddi con precipitazioni nevose, ed estati calde ma poco afose. La stagione più piovosa è quella autunnale.

## Storia

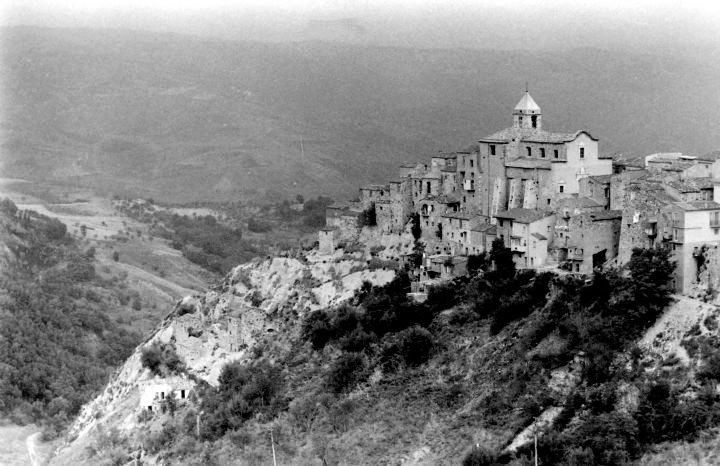
Veduta storica di Castellino del Biferno

Castellino del Biferno nacque intorno all'anno mille, su un costone di arenaria sovrastante la vallata del fiume Biferno. La posizione strategica fu preferita alla precedente piana fluviale sottostante in quanto più facilmente difensibile. Il sistema difensivo architettato dai castellinesi era costituito da due livelli distinti: il primo “a distanza”, attuato con archi, frecce e fionde, e il secondo “ravvicinato” che veniva applicato quando il primo livello veniva superato dagli invasori. Questo livello di difesa prevedeva la preparazione di olio e vino bollente, che veniva lanciato sugli invasori dalle finestre delle abitazioni, nelle “rughë” (viuzze strette caratteristiche) del paese.
La prima notizia storica documentata di Castellino risale al 1011. Un atto di donazione della chiesa di Santa Iusta alla abbazia di Montecassino cita per la prima volta il paese. 
Durante l'età normanna il paese apparteneva al ducato di Montagano, il cui duca era Ugo di Castropignano. Nel periodo svevo apparteneva alla Contea del Molise e successivamente, durante la dominazione angioina, il paese era governato da Enrico de Cusenza. Nel periodo seguente il territorio fu ceduto numerose volte a numerosi feudatari: nel 1295 al giurista Andrea da Isernia; nel periodo aragonese ai D'Evoli; nel 1495 ai Di Capua, nella persona del duca di Termoli Andrea di Capua; tra la fine del XV e la seconda metà del XVI secolo alla famiglia Somma; in seguito ai Caracciolo. Gli ultimi feudatari, che mantennero il paese fino all'eversione della feudalità, furono i Di Sangro.
Le varie famiglie feudali, i cui membri avevano il titolo di "Duca di Castellino" o di "Conte" furono:
Enrico De Cusenza (1269-1295);
Andrea I e Andrea II d'Isernia (1295-1330);
Filippo Luparia (1330-1440);
Antonio D'Evoli ed Andra, che ne fu privato (1440-1465);
Gambatesa (1488-1495) con Angelo (Conte di Campobasso) e Cola;
Andrea di Capua, Duca di Termoli, e Ferrante (1495-1500);
Antonio, Scipione I, Nicolò e Scipione II di Somma (1500-1575);
Beatrice Caracciolo (1575-?); 
Francesco e Alfonso Piscicelli (?-1580); 
Scipione di Somma (1580-1628);
Francesco Pinas (1628-1629);
Scipione di Sangro, Duca di Casacalenda (1629-1640); 
Gianbattista, Andrea I, Andrea II, D'Alessandro e Luigia Francesca consorte di G. Zunica (1640-1745);
Orazio Zunica (1745-1770);
Scipione di Sangro (1770-1806).
Anche il nome di questo piccolo paese, come la sua dominazione, subì vari mutamenti nella storia. Originariamente, nel 1011, era chiamato "Castrum Eudolini" e successivamente "Castellum de Lino". Nel XV e XVI secolo il suo nome era "Castrum Lini" e successivamente, nel 1640, "Castellina". Nel 1670 era invece denominato "Castello di Lino", nel XVIII secolo "Castello del Lino" e successivamente "Castellino". Le varie denominazioni "de Lino", "Lini", "di Lino" e "del Lino" hanno un'origine poco chiara. Secondo alcune fonti questo nome era dovuto ad un feudatario chiamato Lino, proprietario del paese, quindi il nome del paese sarebbe Castello di Lino. Altre fonti invece ritengono che il nome del paese non sia dovuto ad un feudatario, bensì ad una sua caratteristica, quella di produrre il lino.
Il paese è sempre appartenuto al Contado di Molise, nel 1799 però fu annesso al Dipartimento del Sangro e successivamente, nel 1807, al Distretto di Campobasso. Infine la riforma del 1811 vide il paese assegnato a Montagano.
Il 18 marzo 1861 fu costituito il comune di "Castellino". Con l'annessione al Regno d'Italia nacque l'esigenza di distinguerlo dagli altri paesi omonimi e per questo motivo, nel 1863 con Regio Decreto del 22 gennaio, fu aggiunto al nome la denominazione "del Biferno", diventando così "Castellino del Biferno". Nel 1838 fu istituita nel paese la prima scuola pubblica. 

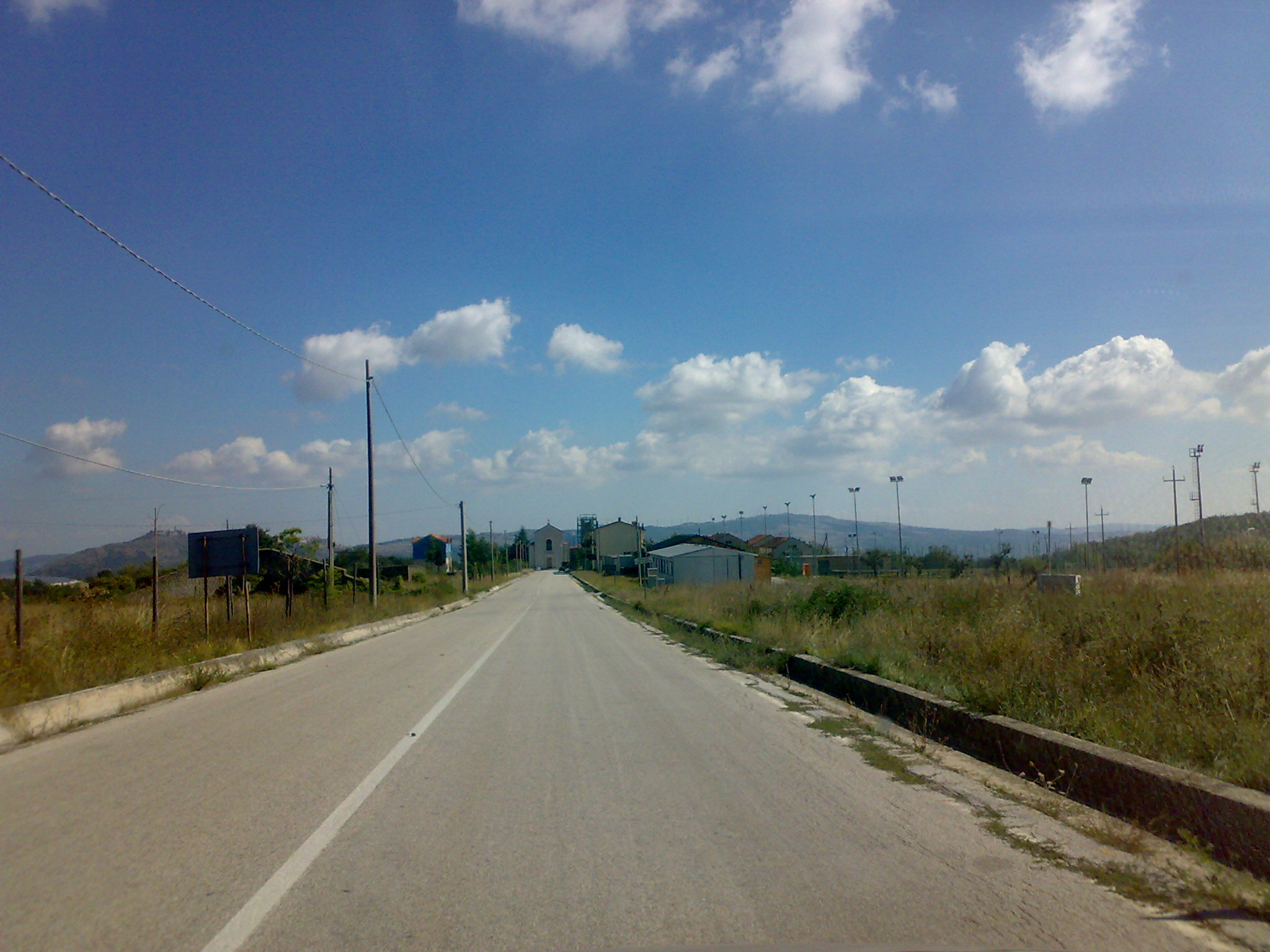
Foto Castellino Nuovo, frazione di Castellino del Biferno

La lunga storia del territorio del paese finì nel 1930, data in cui questo assunse le caratteristiche territoriali odierne. In questa data, il governo mussoliniano assegnò al paese 17 ettari di territorio pianeggiante, espropriati dal comune vicino di Petrella Tifernina, su cui nacque l'isola amministrativa di Castellino Nuovo. In origine era destinato ad accogliere la popolazione castellinese, che avrebbe dovuto preferire questo territorio al paese antico poiché quest'ultimo era continuamente devastato da franamenti, essendo situato su un territorio ad altissimo rischio idrogeologico.

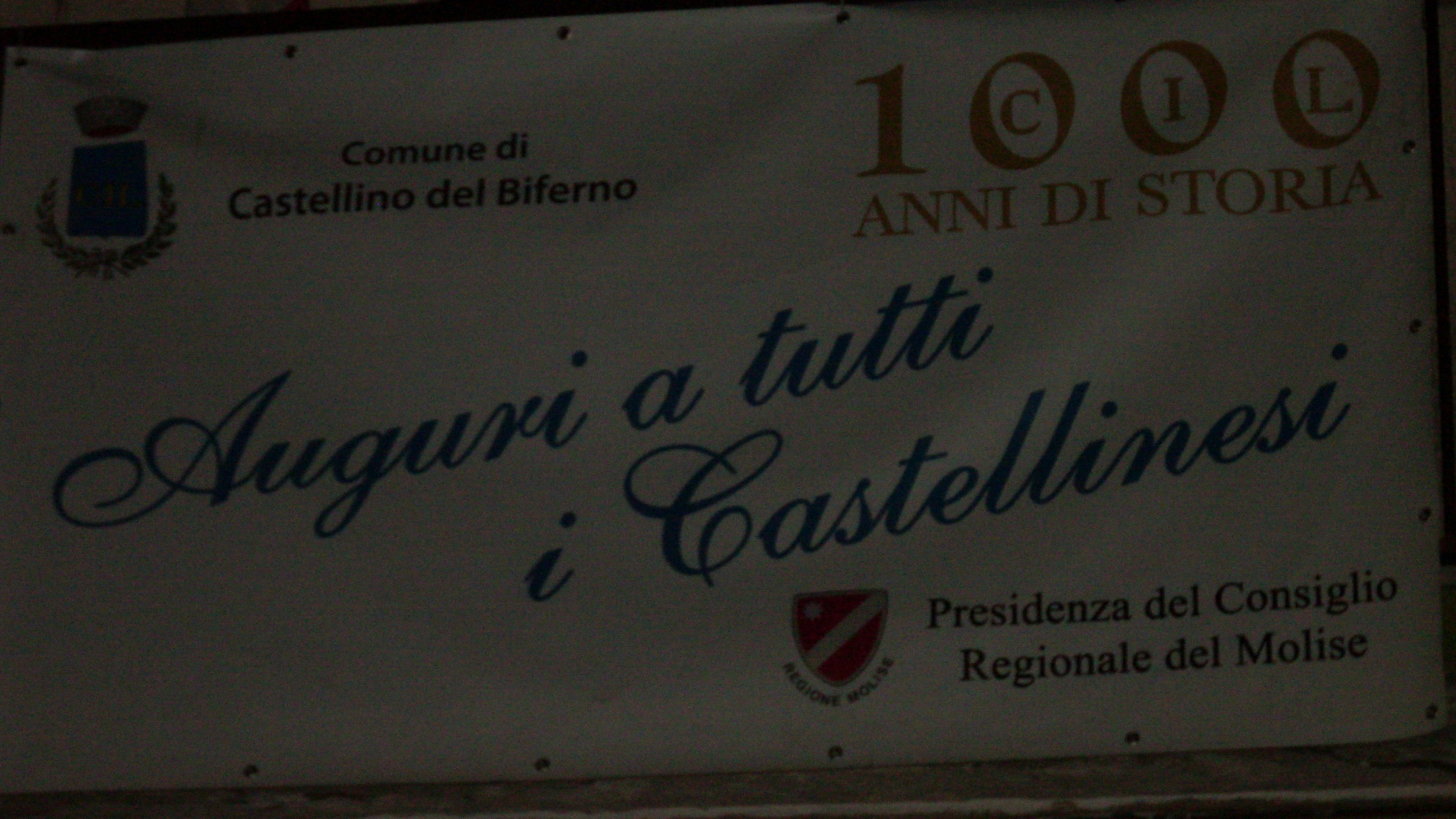
Foto festeggiamenti dei mille anni di storia di Castellino del Biferno.

Nel 2011 quindi i castellinesi hanno potuto festeggiare mille anni di storia.

### Simboli
Lo stemma e il gonfalone sono stati concessi con decreto del presidente della Repubblica n. 2012 del 5 luglio 1978. Lo stemma è d'azzurro, alle lettere maiuscole C I L d'oro, in fascia, dove la C sta per Castrum "fortezza", la I sta per In Petri e rappresenta la chiave di San Pietro, protettore di Castellino, infine la L sta per Lini, probabile Duca del paese.
Il gonfalone è un drappo di azzurro.

## Terremoto del 2002

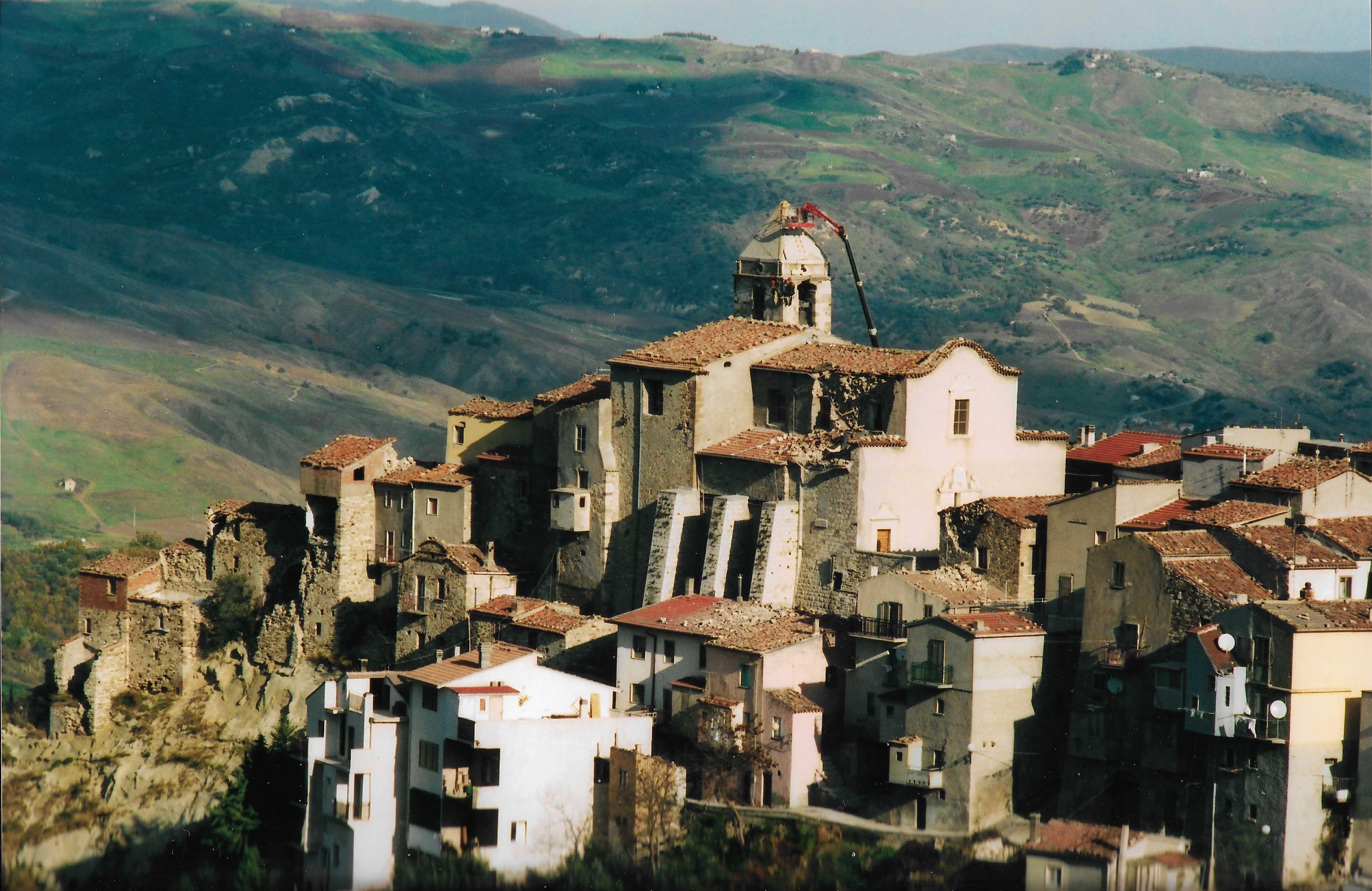
Foto che testimonia i danni riportati dalla chiesa madre di San Pietro in Vincoli durante la seconda scossa del 1º novembre 2002 e l'intervento di rimozione delle campane.

Castellino del Biferno è stato fortemente colpito dal terremoto del 2002, verificatosi tra il 31 ottobre e il 2 novembre, con epicentro situato in provincia di Campobasso tra i comuni di San Giuliano di Puglia, Colletorto, Bonefro, Castellino del Biferno e Provvidenti. La prima scossa più violenta si è verificata la mattina del 31 ottobre, con magnitudo 6.0 della magnitudo momento, a cui sono seguite numerose scosse di assestamento, tra cui una molto forte il 1º novembre.
Il paese subì numerosi danni, gran parte del centro storico fu raso al suolo, il municipio fu danneggiato, la chiesa di San Pietro in Vincoli fu fortemente danneggiata e crollò in parte a causa della scossa molto violenta del 1º novembre. Furono seriamente danneggiate anche la chiesa della B.V. delle Grazie e la cappella della Madonna Addolorata. Queste ultime sono state recentemente restaurate, mentre la chiesa di San Pietro in vincoli è stata ricostruita e riaperta al pubblico nel marzo 2013.
A Castellino Nuovo è stata particolarmente colpita la chiesa del Sacro Cuore, ancora inagibile.
Il crollo di numerose abitazioni non permise a molti cittadini di rientrare nelle loro case e, per aiutare i numerosi sfollati, furono montate tende e case provvisorie in legno. A Castellino Nuovo fu installato un campo di accoglienza, una struttura in legno per la gestione dell'emergenza, una mensa provvisoria e furono posizionate diverse roulotte e tende che fungevano da rifugio temporaneo. Per aiutare i volontari del comune giunsero pompieri, protezione civile, Croce Rossa italiana, scout ed Esercito Italiano. 

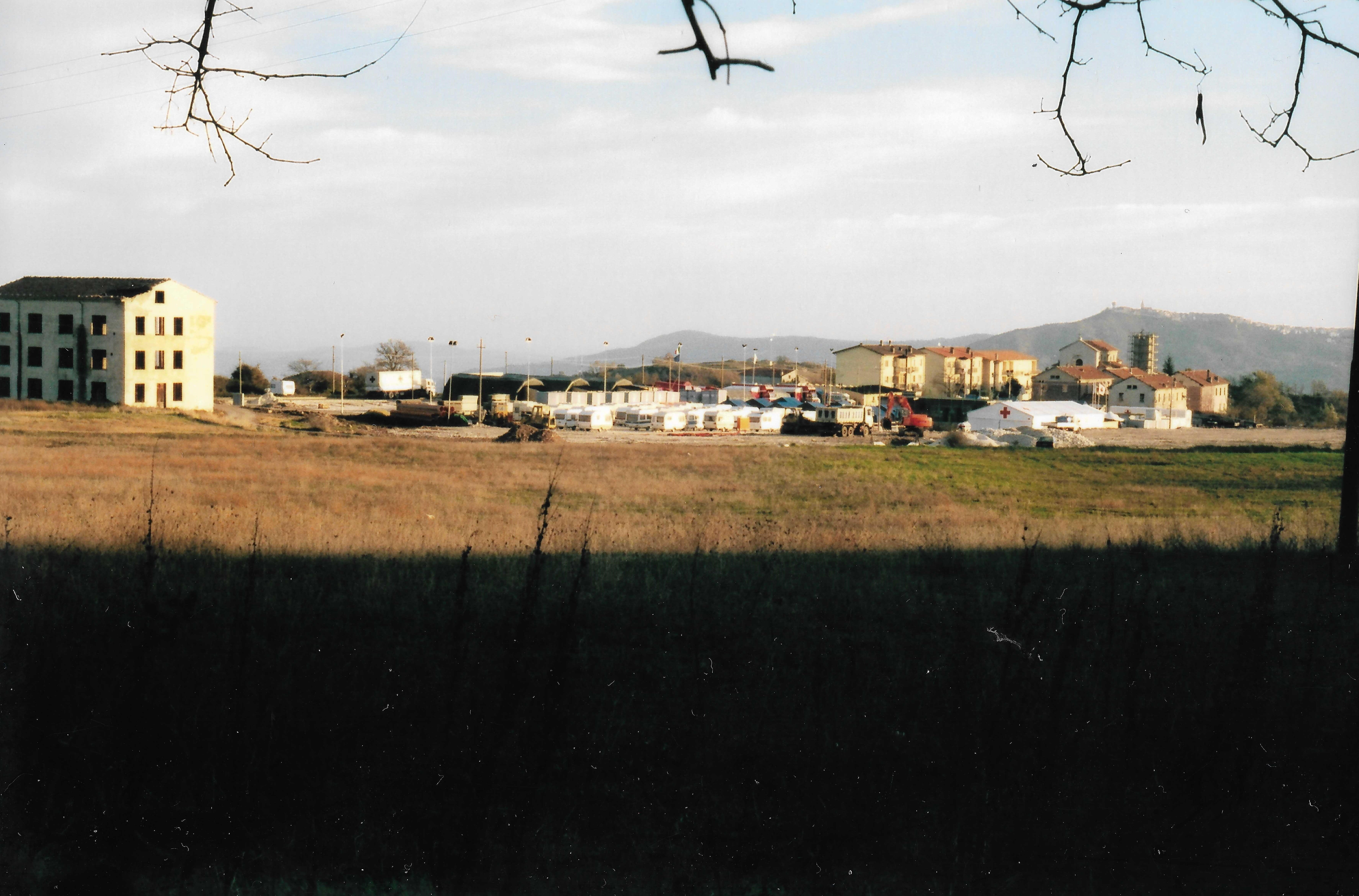
Foto del campo provvisorio di Castellino Nuovo e dei primi lavori di costruzione del Villaggio Arcobaleno.

A partire dal 2003 fu costruito a Castellino Nuovo il Villaggio Arcobaleno, ultimato fra il 2004-2005. Questo villaggio viene utilizzato per dare una sistemazione migliore agli sfollati del paese.
Nel paese vecchio, per far fronte alla mancanza di un luogo di culto agibile, fu temporaneamente adibito a chiesa un locale comunale sito vicino alla scuola del paese. Successivamente fu costruita una struttura polifunzionale adibita a chiesa nei pressi del campo sportivo, usata fino al 2013. Nella frazione di Castellino Nuovo fu costruita una struttura in legno, che viene usata come chiesa a causa dell'inagibilità della locale chiesa del Sacro Cuore e della casa parrocchiale adiacente.
Anche la scuola del paese fu dichiarata inagibile e venne abbattuta. Le lezioni vennero temporaneamente spostate in un locale prefabbricato collocato a Castellino Nuovo, successivamente utilizzato come scuola di ceramica. In seguito venne costruita la nuova scuola del paese, intitolata a Carol Wojtyla, dove si svolgono le attività didattiche e dove sono stati spostati gli uffici comunali a causa dei lavori di ricostruzione della sede originaria sita in piazza Municipio, anch'essa danneggiata dal sisma.

### Ricostruzione post-sisma del 2002

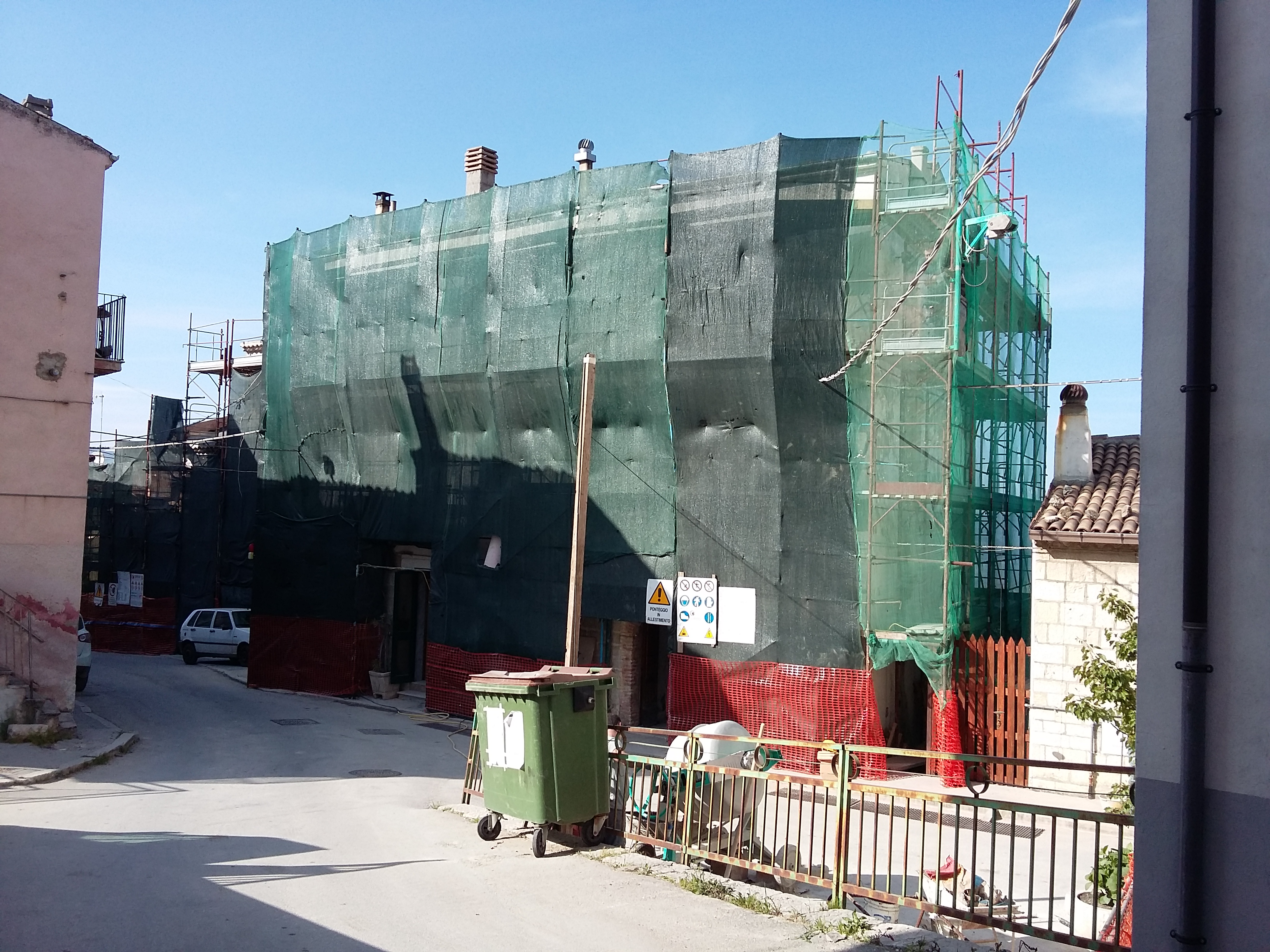
Foto lavori di ricostruzione a Castellino del Biferno

Il comune di Castellino del Biferno, a partire dal 2002, è stato interessato da numerosi interventi di messa in sicurezza degli edifici. Ma solo a partire dal 2003 sono stati eseguiti i primi interventi di ricostruzione e consolidamento di edifici pubblici e privati che, da allora, si sono susseguiti negli anni. Nel tempo, diverse costruzioni sono state rese agibili grazie a tali lavori. Anche gli edifici di culto del paese vecchio sono stati interessati dai lavori di ricostruzione: il primo in ordine di tempo è stata la Cappella della Beata Vergine delle Grazie, riaperta al culto per prima, la seconda è stata la Cappella dell'Addolorata, riaperta al culto poco dopo e l'ultimo è stata la chiesa madre di San Pietro in Vincoli, riaperta al culto nel 2013. Sono in attesa di ricostruzione e ristrutturazione la chiesa del Sacro Cuore di Castellino Nuovo, la sede del Municipio del paese e tutto il centro storico. Sono diversi gli interventi di ricostruzione e consolidamento dislocati su tutto il territorio comunale, ma la maggior parte degli interventi sono concentrati nella parte vecchia del paese.

## Monumenti e luoghi d'interesse

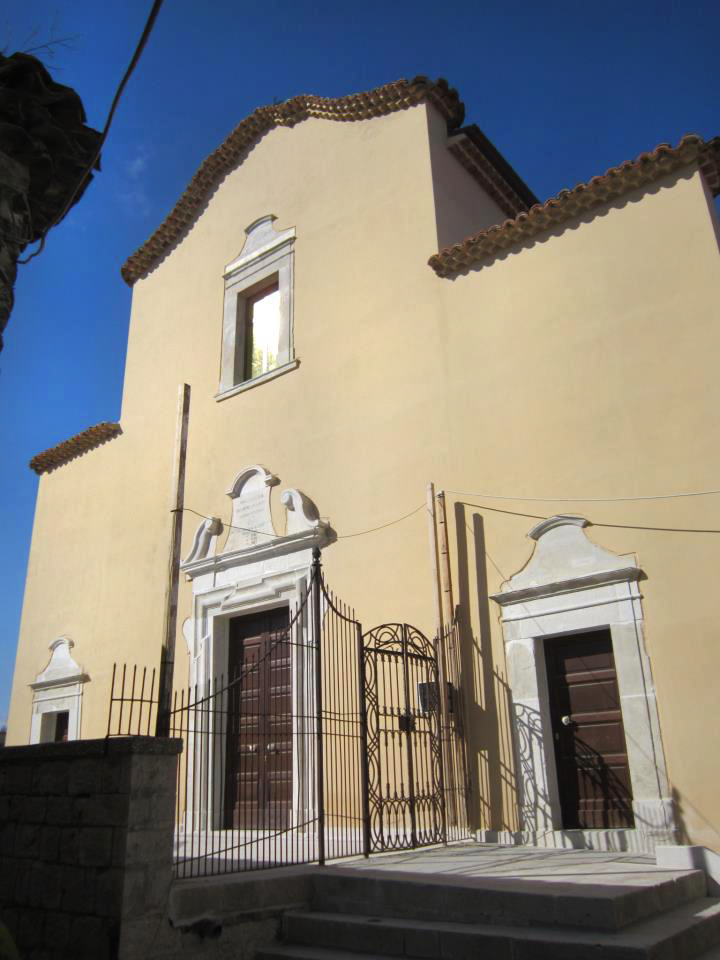
Facciata chiesa madre di San Pietro in Vincoli di Castellino del Biferno

### Chiesa madre di San Pietro in Vincoli
La chiesa più importante del paese nonché la chiesa madre è quella dedicata a San Pietro in Vincoli, che è situata nella parte vecchia del paese. Si tratta di una chiesa a tre navate ampliata nel 1797. Nel marzo 2013 è stata riaperta al culto grazie agli interventi di restauro post sisma del 2002. All'interno della chiesa è possibile ammirare 13 statue, alcune delle quali realizzate da Di Zinno, il coro in legno di noce risalente al 1700 e il fonte battesimale scolpito in pietra.

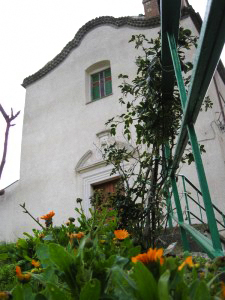
Facciata chiesa della B.V. delle Grazie di Castellino del Biferno

### Cappella della Beata Vergine delle Grazie
La chiesa è situata sull'omonimo colle che domina il centro abitato. Le sue origini risalgono al XIV secolo e venne restaurata nel 1714. Nel 1837 si provvide al suo ampliamento. In essa si trovano diverse statue fra cui quella della Vergine delle Grazie e una lastra in pietra recante l'impronta incisa di un mezzo ferro di cavallo (si ritiene appartenga ad un cavaliere).

### Cappella dell'Addolorata

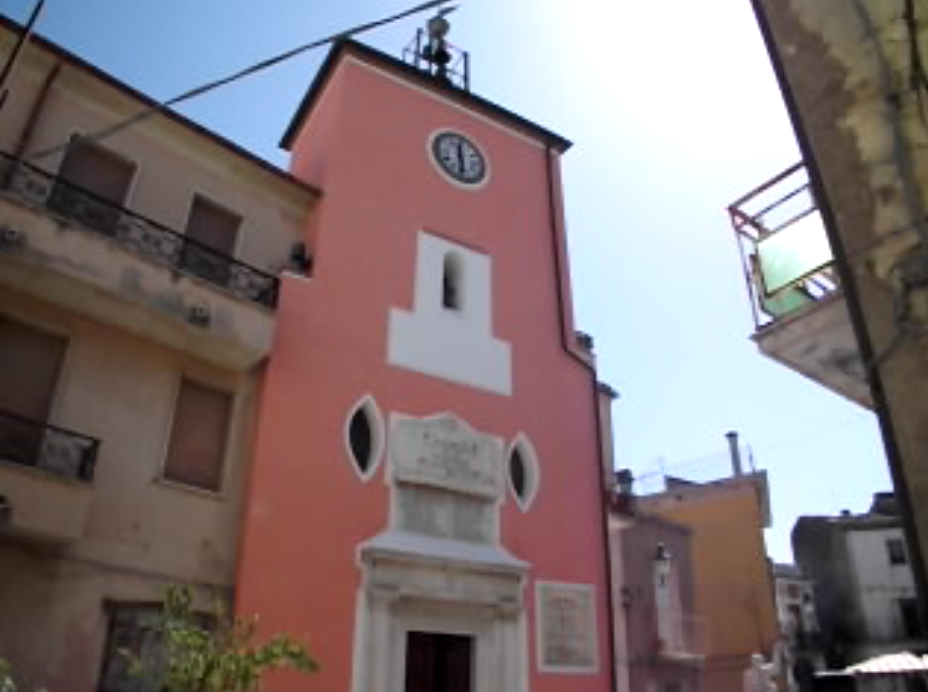
Facciata chiesa della Madonna dell'Addolorata Castellino del Biferno

La chiesa si trova nella piazza del paese, piazza Municipio. Sopra la chiesa è collocata la torre civica dove, nel 1911, è stato installato un orologio.

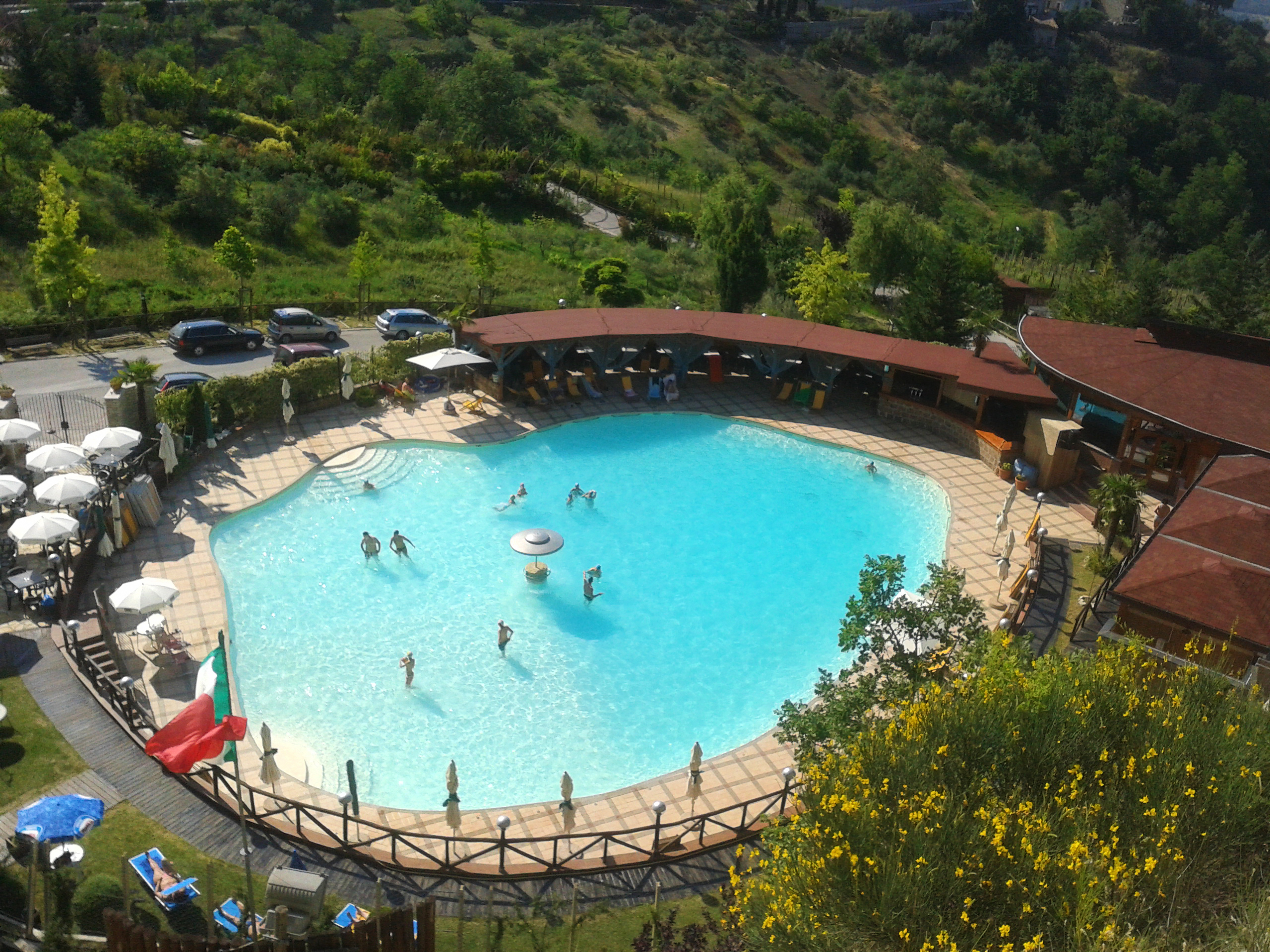
Foto piscina oasi naturalistica "Colle di Toro" di Castellino del Biferno.

### Oasi naturalistica Colle di Toro
L'area, che si estende per 15 ettari, è stata inaugurata il 9 agosto del 2006, dopo un intervento di recupero. L'Oasi è uno spazio in mezzo al verde nel quale trovano posto una piscina all'aperto, un vivaio, un campo da bocce, un'area pic-nic ed una fontana.

### Fontane
Castellino del Biferno è un paese ricco di acqua sia superficiale sia sotterranea. Per questo nel suo territorio sono presenti molte fontane fra cui la più importante è il “Fontanino”.

### Monumenti
Nella piazza del paese si trova un monumento in bronzo dedicato a San Pio da Pietrelcina, un monumento dedicato ai caduti della prima guerra mondiale, collocato sulla facciata della chiesa dell'Addolorata, ed un monumento dedicato al paracadutista della Folgore Alessandro Di Lisio, caduto in Afghanistan il 14 luglio 2009.

## Società

### Evoluzione demografica
Nel corso degli anni Castellino, come molti altri comuni, ha risentito del lento ma continuo spopolamento che ha interessato l'entroterra molisano. Questo è avvenuto in particolare nei primi anni del 900 e negli anni successivi alla seconda guerra mondiale: il paese infatti è stato fortemente colpito dalla emigrazione degli abitanti, in cerca di lavoro e fortuna.

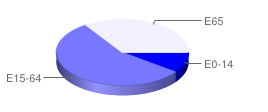
Divisione abitanti per età.

Abitanti censiti

### Etnie e minoranze
Castellino del Biferno è un paese multietnico, sono diverse infatti le minoranze presenti, tutte perfettamente integrate con i tessuti sociali del posto. Fra tutte spiccano per numero quella marocchina, egiziana, indiana, ucraina e argentina.
Dal 2011 al 2016, nel paese era presente una struttura che ospitava minorenni extracomunitari.
Dal 2016 nella frazione di Castellino Nuovo vi è una struttura che ospita i migranti extracomunitari.
Dal 2017 il comune ha aderito alla rete SPRAR per accogliere rifugiati politici.

### Lingue e dialetti
Il dialetto parlato nel paese è il dialetto “castellinese”. Questo si inserisce nel gruppo dei dialetti italiani meridionali. La lingua ha risentito delle diverse dominazioni a cui l'Italia meridionale è stata soggetta, ed in particolare presenta somiglianze con l'italiano, lo spagnolo, il latino ed il semitico.
Un'intrigante teoria afferma che il dialetto nonché i nomi del luogo, siano stati influenzati da origini semitiche. Infatti il toponimo "Castellino" in semitico significa KST cioè sito elevato e protetto (infatti il borgo è costruito su uno sperone marnoso che sovrasta la vallata) e LYN che significa pianto o rimpianto (probabilmente è stato costruito da esiliati provenienti da altre località). Inoltre la stessa teoria fa risalire anche il termine "Chècchiefòre" (il centro storico) e "Ripa di Cùccele" (costone di arenaria su cui sorge la parte più antica del paese) ad una radice semitica: secondo alcuni, il toponimo del centro storico è composto da KAC cioè cacciare + FORAS che significa fuori (probabilmente si voleva indicare una semplice via d'uscita dal borgo), mentre il termine "Ripa di Cùccele" in semitico QWK o KWK significa camera sepolcrale e si suppone indichi il luogo di antiche sepolture comuni (questo giustificherebbe la grotta scavata nella parete del costone di cui nessuno ha saputo spiegare la storia). Anche il termine Pizzicantò (vedi sotto) pare derivi dal semitico e può significare gioco in posizione eretta. (Da Orel-Stolbova).

## Cultura

### Istruzione

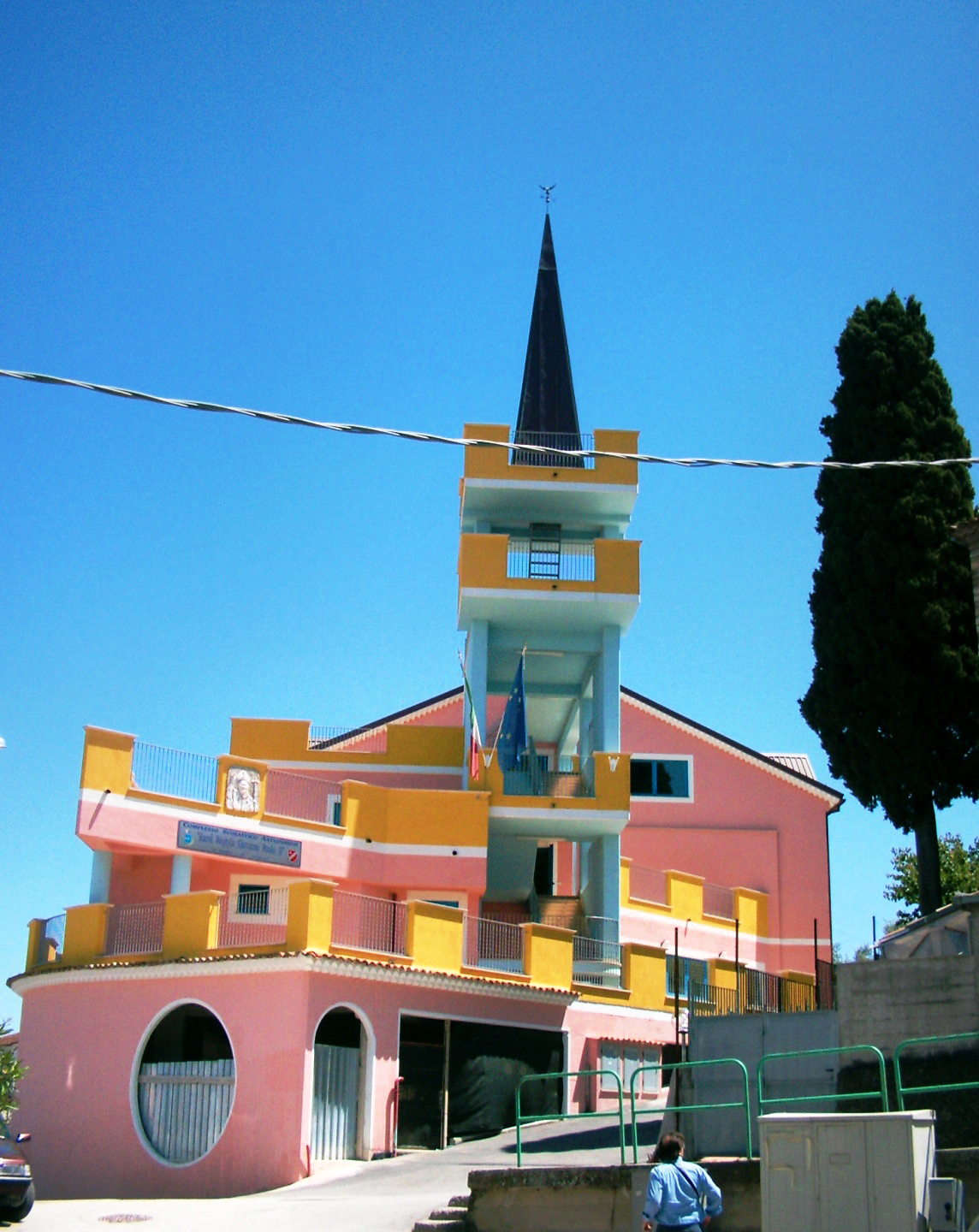
Foto facciata complesso scolastico "Giovanni Paolo II" di Castellino del Biferno

Nel comune è presente un edificio scolastico, dedicato a Karol Wojtyła, che comprende una scuola materna ed una scuola elementare.

### Gruppo folk Eudolino
Fino ai primi anni del 2000 Castellino ha avuto un suo gruppo folk: il gruppo folk“Eudolino” . I figuranti, vestiti con gli abiti tipici del posto, si esibivano cantando canzoni in dialetto locale, ballando danze tipiche e mettendo in scena frammenti di vita castellinese. L'esibizione terminava con il “Pizzicantò”.

### Il Pizzicantò

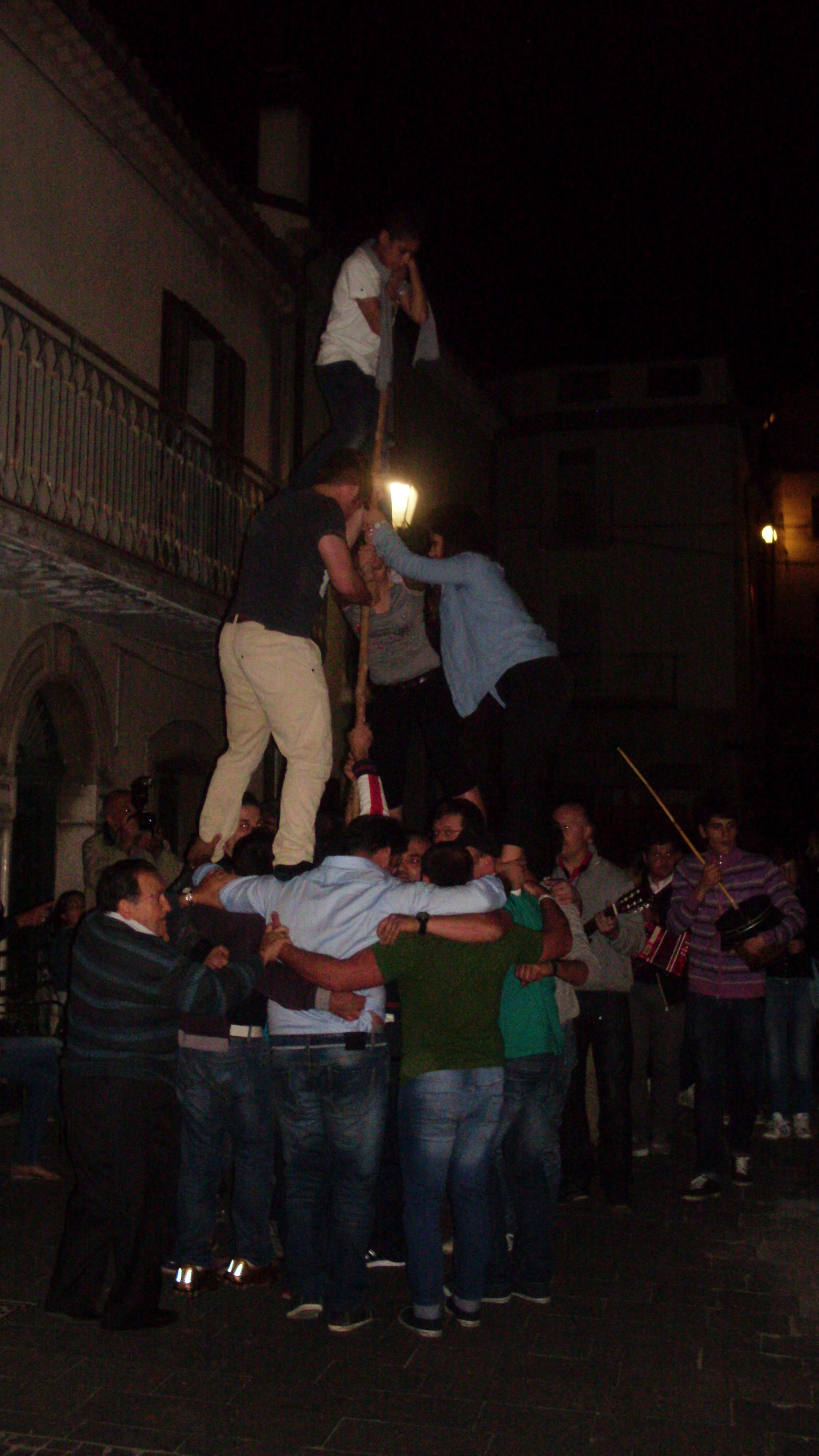
Foto de "U Pizzicantò" di Castellino del Biferno

Il “Pizzicantò” (“U pizzéchéntò” in dialetto) è una tradizione popolare che si svolge ogni anno il 12 di giugno nel paese ed è legata al culto di S. Antonio da Padova. Consiste nella creazione di piramidi umane che sfilano per le vie del paese. La tradizione vuole che a formare le piramidi siano generalmente 13 persone (13 infatti sono le grazie che Sant' Antonio di Padova dispensa). La costruzione tradizionale dei Pizzicantò castellinesi prevede una composizione di tre piani, realizzati rispettivamente da 7 persone al primo piano, 4 al secondo 2 al terzo. Al centro delle piramidi viene posta una pertica alla quale i pizzicantari si aggrappano. Le piramidi sfilano per le vie del paese e nel procedere i figuranti girano attorno alla pertica cantando una caratteristica canzone. Non di rado sfilano anche Pizzicantò formati da donne o bambini, a testimonianza della partecipazione attiva di tutta la comunità. Anche la gastronomia ha un ruolo importante nella festa. Al termine della serata, infatti, si può degustare il piatto tipico del paese: le “ségntéllë”, un gustoso primo piatto, preparato rigorosamente a mano dai volontari, condito con “il brodo bugiardo” (chiamato così perché è a base di “càscë e ovë” quindi privo di carne). C'è anche un aspetto musicale nella festa: i Pizzicantò infatti, sono accompagnati da un suonatore d'organetto o di fisarmonica e i figuranti cantano delle strofette dialettali che sono degli incitamenti tra chi sta al piano inferiore e chi sta ai piani superiori della piramidi, affinché non si perda l'equilibrio causando così la “botta”. Altre strofette ricorrenti, inneggino al “debutato”, cioè l'organizzatore dell'evento.
La festa è molto sentita dalla popolazione che, per l'occasione, accende dei fuochi per le vie del paese e prepara altarini devozionali a Sant'Antonio di Padova detti “spulechë”. In questi altarini vengono messi dei rametti di ginestra, fiore simbolo dell'evento.
L'origine della festa non è chiara: 1) alcune correnti di pensiero legano il Pizzicantò ai retaggi della dominazione spagnola nel sud Italia. Non a caso in alcuni comuni del meridione italiano, si fanno ancora oggi delle piramidi umane, che tuttavia hanno delle peculiarità specifiche. Molto probabilmente queste, derivano dai “castell” della Catalogna che sono dei veri e propri castelli di persone che arrivano anche a decine di metri di altezza; 2) altre correnti di pensiero, attribuiscono l'origine della festa ai retaggi della cultura semitica nel paese. Analizzando il nome della festa infatti, risulta chiara la somiglianza con il termine semitico NTHY, corrispondente a "gioco in posizione eretta" (da Orel-Stolbova); 3) L'ultima corrente di pensiero, lega la festa ai Balcani. Infatti, in tutta questa zona, sono usuali delle piramidi umane fatte per dei riti propiziatori. Queste piramidi, sarebbero arrivate nel sud Italia, spinte dagli scambi commerciali, dalla storia politica e dalle migrazioni.
Gli unici documenti ufficiali a noi pervenuti risalgono ai primi anni del 900 e mostrano un Pizzicantò a due piani, fatto senza la pertica centrale. Infatti fino agli anni 50-60, le piramidi umane castellinesi venivano fatte a 2 piani senza l'ausilio di supporti, poiché era usuale far entrare dentro la casa del "debutato" la piramide. Per l'occasione, l'organizzatore doveva tener aperta casa sua fino alla mattina del giorno dopo il 12 giugno e doveva offrire da bere e mangiare a tutti i pizzicantari. Si hanno notizie di Pizzicantò fatti in Puglia e nel basso Molise dai mietitori castellinesi impossibilitati a rientrare nel paese.
Il Pizzicantò ha tre significati: 1) il primo è di natura propiziatoria: i mietitori che si apprestavano a partire, mettevano in dei contenitori le “ségntéllë” e se queste “ricrescevano” durante il loro viaggio, allora il raccolto sarebbe stato abbondante; 2) la forma del Pizzicantò ha un significato simbolico, infatti richiama la spiga di grano che i mietitori si apprestavano a raccogliere; 3) il movimento che i pizzicantari compiono potrebbe essere una sorta di danza propiziatoria.
L'Istituto Centrale per la DemoEtnoAntropologia ha riconosciuto l'evento, quale "Patrimonio immateriale d'Italia".

### Altri eventi
La festa più importante si svolge nel mese di maggio ed è quella della Madonna delle Grazie a cui tutti i castellinesi sono molto devoti. Il primo agosto si celebra la festa di San Pietro, il patrono del paese.

### Gastronomia
La gastronomia castellinese è prettamente legata alla cucina mediterranea e risente della tradizione contadina del posto, che esalta i sapori e gli odori dei prodotti tipici quali l'olio di oliva, il vino e le verdure di stagione. I piatti e dolci tipici sono:
- La rëcciétë;
- La devozione di San Giuseppe;
- Le ségntéllë càscë e ovë;
- Gli spaghetti con la mollica, tipici della vigilia di Natale;
- I bbuòtë;
- Il baccalà erréghénàtë;
- Le schérpéllë;
- La pizza dë réndinëjë;
- La pizzë sfégliàtë;
- La pizzë ch'i cìcuëlë;
- I Hiédùnë;
- Le pigne;
- Le chèràgnëlë;
- I sesémiéllë.

### Artigianato
Castellino è famoso per i suoi scalpellini che rendono il loro, un settore di pregio per l'artigianato locale. I lavori, eseguiti con grande qualità su pietra bianca cenerina tipica del posto, abbelliscono tutto l'abitato. Infatti, nel centro storico, nel cimitero e nel “calvario” del paese si possono ammirare molte opere realizzate, con grande cura dei dettagli, dagli artigiani locali, tra cui degli splendidi portali.

## Economia
L'economia di Castellino del Biferno è essenzialmente un'economia di tipo rurale basata principalmente sull'agricoltura. I prodotti tipici sono l'olio d'oliva e il vino.

## Infrastrutture e trasporti

### Strade
I collegamenti stradali extraurbani sono caratterizzati dalle seguenti strade:
- SS 647 Fondovalle del Biferno dir/B (dalla zona industriale alla SS647 verso Termoli)
- SP 71
- SP 141
- SP 13

### Ferrovie
Castellino aveva una fermata ferroviaria posta sulla linea Campobasso-Termoli ed era situata nel comune di Matrice. La fermata fu attivata il 1º novembre 1940, con la denominazione di "Castellino del Littorio", mutata nel 1947 in "Castellino sul Biferno".
Venne soppressa, insieme ad altri impianti della linea, il 15 dicembre 2001.

## Amministrazione
Il giorno 11/06/2017 è stato eletto sindaco Enrico Fratangelo con la lista "Movimento insorgente Castellino". La seconda lista eletta è stata "Castellino verso il cambiamento" di Fernanda Lombardi.
Con Decreto del Presidente della Repubblica in data 1º agosto 2016 è stato nominato l'Organo Straordinario di Liquidazione per il Comune di Castellino del Biferno, individuato nella persona della Dott.ssa Iapalucci Filomena.
Di seguito è presentata una tabella relativa alle amministrazioni che si sono succedute in questo comune.
| Periodo        | Periodo        | Primo cittadino             | Partito                            | Carica      | Note  |
| -------------- | -------------- | --------------------------- | ---------------------------------- | ----------- | ----- |
| 6 luglio 1988  | 6 maggio 1993  | Nicola Vittorio Persichilli | Democrazia Cristiana               | Sindaco     | [ 7 ] |
| 18 giugno 1993 | 28 aprile 1997 | Michele Petrucci            | lista civica                       | Sindaco     | [ 7 ] |
| 28 aprile 1997 | 14 maggio 2001 | Enrico Fratangelo           | Partito Democratico della Sinistra | Sindaco     | [ 7 ] |
| 9 maggio 2001  | 28 maggio 2002 | Laura Scioli                |                                    | Comm. pref. | [ 7 ] |
| 28 maggio 2002 | 29 maggio 2007 | Enrico Fratangelo           | lista civica                       | Sindaco     | [ 7 ] |
| 29 maggio 2007 | 7 maggio 2012  | Enrico Fratangelo           | lista civica                       | Sindaco     | [ 7 ] |
| 7 maggio 2012  | 12 aprile 2016 | Nicola Fratangelo           |                                    | Sindaco     | [ 7 ] |
| 12 aprile 2016 | 12 giugno 2017 | Agnese Scala                |                                    | Comm. pref. | [ 7 ] |
| 12 giugno 2017 | 12 giugno 2022 | Enrico Fratangelo           | lista civica Movimento insorgente  | Sindaco     | [ 7 ] |
| 12 giugno 2022 | "in carica"    | Enrico Fratangelo           | lista civica Equità territoriale   | Sindaco     | [ 7 ] |

## Sport
Castellino del Biferno ha un'associazione podistica l'"Atletica podistica Castellino" che partecipa a competizioni regionali e nazionali ed ogni anno, ad agosto, organizza la "Correndo Castellino", una competizione podistica che si svolge interamente nel territorio comunale.
Fino alla stagione sportiva 2013-2014 il comune di Castellino del Biferno aveva una squadra di calcio la S.S.D. CIL Castellino che ha militato nel campionato di prima e seconda categoria molisana.